# Cellule souche hématopoïétique
Pour les articles homonymes, voir Cellule souche (homonymie) et CSH.

Schéma de différenciation cellulaire.

Une cellule souche hématopoïétique (CSH, ou HSC, pour Hematopoietic stem cells en anglais) est un type de cellule primitive (cellule souche), qui ne représente qu'une infime fraction du tissu hématopoïétique, mais qui est à l'origine de toutes les lignées de cellules sanguines du corps. À la fois capable de s'auto-renouveler et se dupliquer, elle joue un rôle déterminant pour l'hématopoïèse.

## Localisations
Après la naissance, les  cellules souches hématopoïétiques actives se retrouvent uniquement dans la moelle osseuse, et en particulier chez l'adulte dans les os sternaux, dans les os iliaques et dans la « tête » du fémur. Néanmoins on a observé chez l'enfant et l'adulte quelques très rares cellules souches circulantes dites CSSP (cellules souches du sang périphérique) ; ces cellules progénitrices hématopoïétiques ont été découvertes dans le sang périphérique il y a plusieurs décennies grâce à des expériences de circulation croisée (modèle animal), et par la découverte de cellules clonogéniques reconstituant l'hématopoïèse chez l'animal et chez l'humain (plus nombreuses après une chimiothérapie ou après administration d'un facteur de croissance de l'hématopoïèse) ; avant que leur signification pour l'organisme ait été bien comprises, ces CSSP ont été utilisés à la fois comme transplant et produit de transfusion, supplantant les greffons médullaires.

### Niche des CSH
Le concept de niche est décrit pour la première fois par Ray Schofield en 1978. Alors qu'il découvre que l'hématopoïèse chez des souris irradiées, auxquelles avaient été injectées des cellules de la moelle osseuse, était moins efficace que dans les cellules de la moelle osseuse, il émet l'hypothèse d'un environnement dont les composants permettraient de préserver la capacité d'autorenouvellement des CSH. Une niche fait donc référence à l'environnement tissulaire local qui permet de réguler la survie, la quiescence, l'autorenouvellement et la différenciation des cellules souches. 
Bien que la localisation de la niche hématopoïétique reste controversée, les chercheurs pensent qu'elle se situerait en région périvasculaire, près des capillaires sinusoïdes de la moelle osseuse. Les CSH sont en contact avec des cellules qui expriment la protéine LEPR et les cellules endothéliales et les cellules stromales mésenchymateuses qui produisent notamment le Stem cell factor et la chimiokine Cxcl-12 essentiels à la stabilité de la niche. D'autres éléments de la niche expriment aussi cette chimikione comme les cellules périvasculaires CAR (Cxcl12-abundant reticular) et les ostéoblastes. La niche serait aussi régulée par d'autres composants plus éloignés comme : 
- le système nerveux sympathique et les macrophages qui influencent la production de Cxcl12 ;
- les cellules Schwann non myélinisées et les ostéoclastes qui sécrèteraient eux d'autres facteurs ;
- la matrice extracellulaire et le calcium qui permettraient une meilleure adhérence des CSH à la niche, pendant leur développement ou après une greffe.

D'autres recherches ont suggéré qu'il pourrait exister des signaux de longue portée, qui en circulant dans le sang, réguleraient les fonctions de la niche.

## Provenance
Bien que chez l'enfant, l'adolescent et l'adulte les CSH ne se retrouvent que dans la moelle osseuse, elles ne sont pas originaires de ce tissu. 
Elles émergent au cours du développement embryonnaire comme cellules endothéliales hématogènes spécifiques (dites endothélium hémogénique), qui recouvrent les vaisseaux sanguins au niveau d'une région nommée AGM (pour Aorte-Gonades-Mesonephros). Une hypothèse est qu'elles pourraient dériver de cellules extra-embryonnaires apparaissant vers le 16ème jour après la fécondation, migrant ensuite via la circulation ombilicale).
Ces cellules migrent ensuite au niveau du foie fœtal où elles se multiplient massivement (chez l'humain, entre la quatrième et la cinquième semaine de gestation), avant de coloniser le thymus, la rate et enfin (à partir de la 10ème semaine de gestation) la moelle osseuse.

## Fonctions biologiques
En se divisant, une CSH donne une nouvelle cellule souche hématopoïétique grâce à sa capacité d'autorenouvellement. Et une cellule déjà engagée dans une voie de différenciation qui pourra, à terme, donner trois types de cellule sanguine mature : 
- globules rouges lors de l'érythropoïèse ;
- globules blancs lors de la leucopoïèse ;
- plaquettes lors  de la thrombocytopoïèse.

Une CSH peut dans un premier temps donner naissance à une cellule lymphoïde progénitrice (CLP) ou à une cellule myéloïde progénitrice (CMP) qui donneront respectivement naissance aux lignées lymphoïdes et myéloïdes. Le passage d'une cellule souche hématopoïétique aux cellules mûres implique des étapes marquée par des phases de survie et de mort cellulaire, de prolifération et de différenciation, qui s'effectuent sous le contrôle de signaux régulateurs complexes, incluant notamment l'action de cytokines.

## Régulation des CSH et de leur prolifération
C'est encore un sujet de recherche, d'intérêt pour comprendre la physiologie normale du système sanguin et de l'organisme, mais aussi pour mieux comprendre certaines maladies hématologiques, et mieux les traiter (leucémie notamment). 
Plusieurs études ont évoqué chez l'humain un lien entre la cholestérolémie et la prolifération de CSH (cause d'une augmentation anormale du nombre de globules blancs en circulation, elle-même source d'apparition de plaques athérosclérotiques et d'accumulation anormale de débris cellulaires dans les vaisseaux sanguins (athérosclérose) et de maladies cardiovasculaires. 

Chez le poisson-zèbre utilisé comme modèle animal on a récemment (2019) aussi montré que l'élévation du taux de cholestérol plasmatique s'accompagne d'un accroissement du nombre de CSH dans l'endothélium hémogène.

## Étude des CSH
Les CSH peuvent être identifiées et isolées par cytométrie en flux, en utilisant de nombreux marqueurs de surface cellulaire, notamment les protéines CD150, CD48, SCA-1 et le récepteur c-Kit. L'utilisation de plusieurs marqueurs permet d'augmenter la spécificité qui est relativement faible pour chaque marqueur. En effet, certaines cellules matures, comme les lymphocytes à mémoire, peuvent exprimer des marqueurs présents sur les CSH, comme c'est le cas du marqueur SCA-1. 
Pour faciliter l'isolation des CSH, les scientifiques ont ainsi développé des modèles de souris possédant des gènes qui ne sont exprimés que chez les CSH, et donc capables de distinguer les CSH des autres cellules de la moelle osseuse (cellules sanguines ou stromales), dont celles multipotentes. C'est le cas de la souris alpha-catulin-GFP knock-in.  

## Utilisation médicale
Ces cellules peuvent être utilisée pour des allogreffes pour traiter certaines hémopathies malignes.